# Quel endroit merveilleux
Pour plus de détails, voir Fiche technique et Distribution.
Quel endroit merveilleux (איזה מקום נפלא, Eize Makom Nifla) est un film israélien, sorti en 2005.

## Fiche technique
- Titre français : Quel endroit merveilleux[1]
- Titre original : איזה מקום נפלא (Eize Makom Nifla)
- Réalisation : Eyal Halfon
- Scénario : Eyal Halfon
- Musique : Avi Belleli
- Pays d'origine : Israël
- Genre : drame
- Date de sortie : 
  - Tchéquie : 8 juillet 2005 (Festival international du film de Karlovy Vary)
  - Israël : 22 septembre 2005
  - France : 9 juillet 2006 (diffusion sur Arte)

## Distribution
- Uri Gavriel : Franco
- Evelyn Kaplun : Jana
- Avi Oriah : Zeltzer
- Yossi Graber : M. Aloni
- Yoav Hayt : Yoav Aloni
- Raymond Bagatsing : Eddie Longo
- Chedpong Laoyant : Vissit
- Marina Shoif : Julia
- Evelin Hagoel : Ahuva
- Gilya Stern : Tova
- Mymy Davao : Nenny Longo
- Dvir Benedek : le boss

## Récompense
- Ophir du meilleur film